# Reinhard Agerer
Dr. Reinhard Agerer (1947 ) es un profesor, micólogo y botánico alemán que desarrolla actividades académicas en el "Departamento de Biología, Botánica Sistemática y Micología, en Múnich.

## Algunas publicaciones
- reinhard Agerer. 1975. Flagelloscypha: Studien an Cyphelloiden Basidiomyceten. Ed. München. 135 pp.

- --------------. 1985. Zur Ökologie der Mykorrhizapilze. Volumen 97 de Bibliotheca mycologica. Ed. J. Cramer. 160 pp. ISBN 3768214230

- --------------. 1987. Colour atlas of ectomycorrhizae. Volumen 1 de Atlas en color de Ectomicorrizas: con glosario. Ed. Einhorn-Verlag. 18 pp. ISBN 3921703778

- hojka Kraigher, reinhard Agerer, franc Batič. 1994. Types of ectomycorrhizae on Norway spruce from two differently polluted forest research plots in Slovenia: Fungi and environmental change.

- reinhard Agerer, angela Pillukat. 1995. Die Ektommakorrhizen des Wank: Erfassung des Artbestandes und funktionelle Anatomie, 47 pp.

- l Beenken, r Agerer. 1996. „Piceirhiza stagonopleres“ + Picea abies (L.) Karst. Descr Ectomyc 1: 71-76

- --------------, r Agerer, g Bahnweg. 1996. Inocybe appendiculata Kühn. + Picea abies (L.) Karst. Descr Ectomyc 1: 35-40

- --------------, --------------, --------------. 1996. Inocybe fuscomarginata Kühner + Salix spec. / Populus nigra L. Descr Ectomyc 1: 41-46

- --------------, --------------, --------------. 1996. Inocybe obscurobadia (J.Favre) Grund, Stuntz + Picea abies (L.) H.Karst. Descr Ectomyc 1: 47-52

- --------------, --------------, --------------. 1996. Inocybe terrigena (Fr.) Kuyper + Pinus sylvestris L. Descr Ectomyc 1: 53-58

- reinhard Agerer, meike Piepenbring, paul Blanz. 2004. Frontiers in basidiomycote mycology. Ed. IHW Verlag. 428 pp. ISBN 3930167573

- moses n. Sainge, thassilo Franke, reinhard Agerer. 2005. A New Species of Afrothismia (Burmanniaceae, Tribe Thismieae) from Korup National Park, Cameroon. Willdenowia 35 ( 2 ): 287-291

- thassilo Franke, ludwig Beenken, matthias Döring, alexander Kocyan, reinhard Agerer. 2006. Arbuscular mycorrhizal fungi of the Glomus-group A lineage (Glomerales; Glomeromycota) detected in myco-heterotrophic plants from tropical Africa. Mycological Progress 5 (1 ) : 24-31

- n.s. Yorou, c. Paroll, r. Treu, r. Agerer. 2012. Two new tomentelloid fungi (Basidiomycota, Agaricomycetes) from Papua New Guinea. Nova Hedwigia 95 (3–4): 429 – 441

- -------------, s. Gardt, m.l. Guissou, m. Diabaté, r. Agerer. 2012. Three new Tomentella species from West Africa identified by anatomical and molecular data. Mycol Progress (2012) 11: 449 – 462

- r. Agerer. 2012. Asexual reproduction of Hygrophorus olivaceoalbus by intracellular microsclerotia in root cells of Picea abies – A winner of ozone stress? Mycol Progress 11: 425 – 434

- s.a. Tello, p. silva Flores, r. Agerer, h. Halbwachs, a. Beck, d. Peršoh. 2013. Hygrocybe virginea is a systemic endophyte of Plantago lanceolata. Mycol Progress 201310.1007/s11557-013-0928-0
- La abreviatura «Agerer» se emplea para indicar a Reinhard Agerer como autoridad en la descripción y clasificación científica de los vegetales.[1]